# Neelakuyil
«Neelakuyil» (малаял. നീലക്കുയിൽ; досл.: «Синяя кукушка») — индийский фильм на языке малаялам, снятый режиссёрами П. Бхаскараном и Раму Кариатом и вышедший на экраны 22 октября 1954 года. Главные роли исполнили Сатьян, Мисс Кумари и П. Бхаскаран.
Фильм положил начало жанру реалистичной мелодрамы на малаялам и принес кинематографу малаялам первую национальную кинопремию. Фильм был дублирован на тамильский язык, и эта версия также имела огромный успех.

## Сюжет
Сюжет вращается вокруг жизни в небольшой деревне. Нили, крестьянская девушка из касты неприкасаемых, влюбляется в школьного учителя Сридхарана Наира. Учитель отвечает ей взаимностью, что приводит к беременности девушки. Сридхаран отказывается жениться на Нили, опасаясь остракизма со стороны консервативного общества. Разбитая предательством, она оставляет младенца у железнодорожных путей и кончает жизнь самоубийством. Сельский почтальон усыновляет ребенка, игнорируя протесты односельчан. Сридхаран женится на девушке из высшей касты, но остается несчастен, поскольку несёт вину за своё предательство. Не в силах больше выносить это, он признается во всём жене, которая просит его привести ребенка домой, чтобы он воспитывался как их собственный.

## В ролях
- Сатьян[англ.] — Сридхаран Наир, учитель
- Мисс Кумари[англ.] — Нили, девушка из касты неприкасаемых
- П. Бхаскаран[англ.] — Шанкаран Наир, сельский почтальон
- Према Менон[англ.] — Налини, жена Сридхарана
- Манавалан Джозеф[англ.] — Наану Наир
- Випин Мохан — Мохан, сын Нили
- Дж. А. Р. Ананд[англ.]

## Производство
Сюжет фильма основан на рассказе малаяламоязычного писателя Уруба, который был другом П. Бхаскарана. Вместе они адаптировали рассказ в сценарий. Средства на съёмки в размере 1 лакха (100 тыс. рупий) были получены от бизнесмена Т. К. Парикутти. На них была основана компания Chandrathara Productions.
На роль учителя Бхаскаран пригласил актёра Сатьяна, с которым у него были дружеские отношения. Но найти актрису готовую взять на себя роль неприкасаемой девушки оказалось непростой задачей. В итоге её сыграла дебютантка Мисс Кумари. Роль почтальона должен был сыграть П. Дж. Энтони, однако он отказался в последнюю минуту, и её исполнил сам Бхаскаран.
Сообщалось, что во время съёмок Мисс Кумари рисковала попасть под поезд, и что она была готова репетировать столько раз, сколько возможно, для совершенствования персонажа.

## Саундтрек
Все тексты написаны П. Бхаскараном, вся музыка написана К. Рагхаваном.
| №  | Название              | Исполнители          | Длительность |
| -- | --------------------- | -------------------- | ------------ |
| 1. | «Kayalarikathu»       | К. Рагхаван          | 2:55         |
| 2. | «Ellarum Chollanu»    | Джанамма Давид       | 3:17         |
| 3. | «Engine Nee Marakkum» | Кожикоде Абдул Кадер | 3:14         |
| 4. | «Unaru Unaaru»        | Шанта П. Наир        | 3:09         |
| 5. | «Jinjakam Tharo»      | К. Рагхаван, хор     | 5:48         |
| 6. | «Kuyilene Thedi»      | Джанамма Давид       | 2:57         |
| 7. | «Manennum Vilikilla»  | Мехбуб               | 2:35         |

Все песни из фильма стали суперхитами, но наибольшую популярность имели «Ellarum Chollanu» и «Kayalarikathu». Последняя считается первой успешной мапилла-песней в кино на малаялам. «Unarunaroo», основанная на раге Билахари, до сих пор остается одной из лучших религиозных речей на малаялам.

## Влияние
Фильм стал дебютом режиссера Раму Кариата. Несмотря на это, он часто преподносится как первое крупное достижение кино на малаялам. Используя актёров нового поколения, таких как Сатьян, наряду с чёткой операторской работой Винсента, реформистский рассказ Уруба превратили в первую культурно значимую и экономически успешную мелодраму в Керале. Тенденция реалистической мелодрамы, открытая этим фильмом, продолжалась более 20 лет в собственном творчестве Кариата и, например, в фильмах М. Т. Васудевана Наяра.
Значимость фильма в плане разоблачения социального неравенства и кастовой иерархии сделала его чрезвычайно популярным, а, сыгравшая в нём неприкасаемую, Мисс Кумари впоследствии снялась в большом количестве фильмов, основанных на темах феодального землевладения и кабального труда.

## Награды
- Национальная кинопремия за лучший фильм на малаялам[7]
- Почетная грамота Национальной кинопремии за лучший художественный фильм[7]